# Famille de Crépon
La famille de Crépon est une famille normande d'origine scandinave établie à Sauqueville’,.

## Histoire
À l'origine de la lignée se trouve un certain Roricon, né vers 870 (vieux norrois HrurikR ou Hrœrikr), jarl venu du Danemark et fixé dans le duché de Normandie. Son fils Rainulf (ou Ranulf), né vers 900, épouse la princesse Gonnor du Danemark. Ils ont un fils nommé Herfast (Herbastus en latin médiéval). Herfast Ier serait le père de Gonnor. 
Cette dernière se marie avec le duc de Normandie Richard Ier de Normandie et devient duchesse de Normandie. D'autres sources mentionnent le fait qu'elle est aussi la sœur d'un Herfast II (en). Herfast II a pour fils Osbern de Crépon, qui devient Sénéchal de Normandie de deux ducs de Normandie successifs.
Son fils, Guillaume Fitz Osbern, ou Guillaume de Crépon, est l'ami très fidèle du duc Guillaume le Conquérant, fils de Richard de Normandie ; il l'accompagne en Angleterre et combat à bataille d'Hastings (1066) où il commande l'aile gauche. Il est tué à Cassel en 1071.
Son fils, Roger de Breteuil († 1087), comte de Hereford, se révolte contre le Conquérant en 1075 avec d'autres  barons anglo-normands.

## Généalogie
```
Roricon
│
¦
¦
└─> Herfast 
I
er
 (~925 - ~981)
    │
    ├─> 
Gonnor
 (~936 - 1031)
    │   X 
Richard 
I
er
 de Normandie
 (~930 - 996)
    │
    └─> Herfast II (~955 - 985)
        │
        └─> 
Osbern de Crépon
 († 
1040
), 
sénéchal
 de Normandie
            X 
Emma d'Ivry

            │
            └─> 
Guillaume de Crépon
 dit 
Fils Osbern
 († 1071), 
comte palatin d'Hereford

                X Adeline 
de Tosny

                │
                ├─> Guillaume (I) de Breteuil
                │
                └─> 
Roger de Breteuil
 († 1087), 
2
d
 
comte de Hereford
```

## Pour approfondir